# Jusheyus shogunus
Jusheyus shogunus is een eenoogkreeftjessoort uit de familie van de Eudactylinidae. De wetenschappelijke naam van de soort is voor het eerst geldig gepubliceerd in 1987 door Deets & Benz.